# Norte, el fin de la historia
Norte, el fin de la historia (título original en filipino: Norte, Hangganan ng Kasaysayan) es una película dramática psicológica filipina de 2013 escrita y dirigida por Lav Diaz. Con una duración de más de cuatro horas, la película explora temas de crimen, clase y familia.
Proyectado en la sección Un Certain Regard del Festival de Cine de Cannes de 2013, así como en el Festival Internacional de Cine de Toronto de 2013, la programación principal del Festival de Cine de Nueva York de 2013 y la sección Masters del Festival de Cine Asiático de San Diego de 2013. La película ha recibido grandes elogios por su narración fascinante y su cinematografía única. La película también ganó cuatro premios, incluyendo Mejor Película y Mejor Actriz en los Premios Gawad Urian 2014.

## Reparto
- Sid Lucero como Fabián
- Angeli Bayani como Eliza
- Archie Alemania como Joaquín
- Angelina Kanapi como Hoda
- Solimán Cruz como Wakwak
- Hazel Orencio como Ading
- Mae Paner como Magda

## Recepción

### Crítica
Norte, el fin de la historia recibió elogios de la crítica, con una puntuación "nueva" del 93% en Rotten Tomatoes según 40 reseñas, con una calificación promedio de 8 sobre 10. El consenso crítico afirma: "Su duración de cuatro horas es innegablemente imponente, pero Norte, el fin de la historia recompensa a los espectadores pacientes con una experiencia visual absorbente y visualmente expansiva". La película tiene una puntuación de 81 en Metacritic según 10 reseñas, lo que significa "aclamación universal".